# Koda
Koda (en georgiano: კოდა) es un pueblo de Georgia ubicado en el norte de la región de Baja Iberia, siendo parte del municipio de Tetritskaro.

## Geografía
Koda está en lado izquierdo del río Algueti, a 12 km de Marneuli y a 34 km de Tetritskaro.

## Historia
Koda fue mencionado por primera vez en fuentes históricas del siglo XVII. 
Las excavaciones en el pueblo en 1969 y 1974 desenterraron objetos de la Edad del Bronce.
En 2008, los desplazados internos afectados por la guerra ruso-georgiana fueron reasentados aquí, los lugareños se llevaban bien con ellos. 

## Demografía
La evolución demográfica de Koda entre 2002 y 2014 fue la siguiente:
| 1539                                            | 3062 |
| (Fuente: Population of Georgia in Soviet times) |      |

Según el censo de 2014, los georgianos constituían el 97% y los armenios, el 1,5%.

## Infraestructura

### Arquitectura, monumentos y lugares de interés
La iglesia del pueblo data del siglo XIX.

### Transporte
La carretera que conecta Rustavi y Marneuli pasa por este pueblo.

## Personas ilustres
- Vasil Barnovi (1856-1934): escritor georgiano conocido por sus novelas históricas.